# Le Paradis perdu (Dubois)
Pour les articles homonymes, voir Paradis perdu.
Le Paradis perdu est un drame-oratorio en quatre parties composé par Théodore Dubois en 1878.
Après l'écrasement de la Commune, et alors que la première pierre de la Basilique du Sacré-Cœur de Montmartre venait d'être posée et que le gouvernement conservateur imposait une politique d'Ordre moral, la Ville de Paris lança un concours de musique sacrée qui fut remporté par Théodore Dubois pour Le Paradis Perdu et Benjamin Godard pour Le Tasse. 
L'œuvre, écrite pour 4 solistes, chœur et orchestre, sur un livret d'Édouard Blau (d'après le poème de John Milton), influencée en particulier par Berlioz et Gounod, fut créée au Théâtre du Châtelet en 1878 et remporta un vif succès. 
La partition d'orchestre ayant été perdue, elle fut l'objet d'une transcription pour ensemble réduit par Olivier Schmitt pour la recréation de l'œuvre à Montpellier le 14 juillet 2011, sous la direction de Geoffroy Jourdain.